# Österplana 065
Österplana 065 (OST 65) é um fóssil de um meteorito Ordoviciano encontrado na pedreira Thorsberg na Suécia em 26 de junho de 2011 e descrito cientificamente em 2016. Medindo 8×6,5×2 cm,  impactou no planeta Terra 470 milhões de anos atrás. De acordo para as convenções de nomenclatura da  Meteoritical Society, o meteorito foi nomeado após a localização em que foi encontrado, Österplana.
O tipo de meteorito não se encaixa em classificação meteorito existente. Foi preliminarmente classificada como "winonaite-like". O nível de crómio isótopo 54Cr em Österplana 065 é semelhante àquelas em condritos ordinários, enquanto os isótopos de oxigénio são semelhantes àqueles em alguns acondritos primitivas raras. Österplana 065 também apresenta um conjunto de cromo-espinélio-rutilo, não observado em outros meteoritos.
Österplana 065 é acreditado para ter originado a partir de um asteróide maior, e pertence a um tipo de meteorito que atualmente não caem sobre a Terra.